# M3 Scout Car
Розвідувальна машина M3 (англ. Scout Car M3) — легкий багатоцільовий бронетранспортер США періоду Другої світової війни. M3 активно використовувався у Другій світовій війні як розвідувально-дозорну машину, легкого бронетранспортера, командно-штабної машини, артилерійського тягача або носія озброєнь, зазвичай — міномета.
Був створений в 1937 році як подальший розвиток M2. Серійне виробництво велося з 1937 по 1944 рік, всього було випущено 20 994 машин цього типу. Бронеавтомобіль був знятий з озброєння більшості незабаром після закінчення Другої Світової війни, однак у деяких державах M3 залишалися аж до 1990-х років.

## Варіанти і модифікації
- M3 — перша серійна модель зразка 1938 року
- M3A1 — модель зразка 1941 року
- M3A1E1 — варіант з дизельним двигуном (виготовлено близько 100 машин)
- M3A1 Command Car — командно-штабна машина зразка 1943 року

## Бойове застосування
- Друга Світова війна (1939–1945) — активно застосовувався армією США, понад 11 тис. за програмою ленд-ліз а було передано союзникам: для армії Великої Британії, Канади, СРСР, а також бельгійських, польських та французьких військових частин, що діяли на західному фронті і в Північній Африці. Деяка кількість трофейних машин надійшло на озброєння вермахту.
- Перша індокитайська війна (1945–1954) — застосовувався французькою армією, деяка кількість було передано південнов'єтнамським збройним силам.
- Арабо-ізраїльська війна 1948—49 — перебував на озброєнні ізраїльської армії.
- Алжирська війна (1954–1962) — застосовувався французькою армією
- Кубинська революція (1956–1959) — 24 бронеавтомобілі, отримані за програмою військової допомоги з США, знаходилися на озброєнні урядової армії.